# Ylinen Alijärvi
Ylinen Alijärvi är en sjö i kommunen Padasjoki i landskapet Päijänne-Tavastland i Finland. Arean är 42 hektar och strandlinjen är 5,03 kilometer lång. Sjön  ingår i Kymmene älvs huvudavrinningsområde.   Den ligger omkring 51 km norr om Lahtis och omkring 140 km norr om Helsingfors. 